# Fidżi na Mistrzostwach Świata w Lekkoatletyce 2019
Fidżi na Mistrzostwach Świata w Lekkoatletyce 2019 – reprezentacja Fidżi podczas mistrzostw świata w Doha liczyła tylko jednego zawodnika, sprintera Ratu Banuve Tabakaucoro.

## Skład reprezentacji

### Mężczyźni
| Zawodnik                | Konkurencja   | Preeliminacje | Preeliminacje | Eliminacje | Eliminacje | Półfinał | Półfinał | Finał | Finał   |
| Zawodnik                | Konkurencja   | Wynik         | Pozycja       | Wynik      | Pozycja    | Wynik    | Pozycja  | Wynik | Pozycja |
| ----------------------- | ------------- | ------------- | ------------- | ---------- | ---------- | -------- | -------- | ----- | ------- |
| Ratu Banuve Tabakaucoro | Bieg na 100 m | 10,56 s       | 6. q          | 10,56 s    | 43.        | NQ       | NQ       | NQ    | NQ      |